# Плеяды (мифология)

Звёзды астеризма, названные именами персонажей мифа о Плеядах

Плея́ды (др.-греч. Πλειάδες [pleːádes]) — в древнегреческой мифологии группа из семи нимф-сестёр: Алкиона, Келено, Майя, Меропа, Астеропа (у Арата — Стеропа), Тайгета и Электра. Дочери титана Атланта от его супруги океаниды Плейоны имели брата Гиаса и сестёр Гиад. По отцу плеяд именовали Атлантиды (др.-греч. Ατλαντίδες), Додониды (др.-греч. Δωδωνίδες, в Додоне, где и происходили основные события сказания) и Нисиады (др.-греч. Νυσιάδες) по роли нянек и учителей маленького Диониса. У римлян они назывались Вергилии (лат. Vergilii — «Склоняющиеся»). Спутницы Артемиды, её эскорт. Впоследствии были превращены Зевсом в звёзды, образовавшие скопление Плеяды, и стали рассматриваться как небесные нимфы.

## Содержание мифов
Согласно мифу, охотник Орион стал преследовать сестёр Плеяд. Плеяды обратились с мольбой о защите к богам. Чтобы защитить их, Зевс превратил их в голубок, которые обязаны были носить Зевсу амброзию (Додонское сказание). Когда голуби пролетали мимо сталкивающихся плавучих утёсов Планктов, одна из голубок погибала, и Зевс оживлял её (вариант — заменял новой). Однако это не помогло избавиться от Ориона — он не прекратил своих преследований. Тогда Зевс превратил Плеяд в звёзды и поместил их на небо в виде одноимённого астеризма в созвездии Телец, а Орион в наказание за свою дерзость тоже был превращён в группу звёзд и помещён на небо в виде созвездия Орион недалеко от Плеяд. Вышло так, что теперь Орион обречён до скончания веков безуспешно преследовать Плеяд по небосклону.
Согласно другому мифу Плеяды оказались на небе после суицида. Один вариант суицида: Плеяды, охваченные горем по поводу гибели их брата Гиаса и сестёр Гиад, покончили с собой и затем были взяты на небо и превращены в созвездие. По другой версии они покончили с собой, огорчённые участью своего отца Атланта, обречённого вечно подпирать небесный свод.

## Именование
Происхождение названия Плеяды имеет несколько версий. По одной из них, оно происходит от имени их матери, Плейоны. По ЭСБЕ, оно происходит от πελειάδες — голубки, иногда воспроизводится от πλεϊ — плыть как связанное с мореходной навигацией: Плеяды — довольно яркие звёзды, и были хорошо известны древним мореходам, которые часто использовали их как путеводные. Происхождение от др.-греч. πλεîν (мореходствовать, путешествовать) объясняется тем, что звёзды Плеяды наблюдаются по ночам в районе Средиземного моря с середины мая по начало ноября — период активных торговых путешествий в античные времена. Плеяды (астеризм) считались покровительницами моряков, а их восхождение весной считалось началом наиболее благоприятного периода для навигации.

«Радостно парус напряг Одиссей и, попутному ветру
Вверившись, поплыл. Сидя на корме и могучей рукою
Руль обращая, он бодрствовал; сон на его не спускался
Очи, и их не сводил он с Плеяд, с нисходящего поздно
в море Воота»
— Гомер. «Одиссея», перевод Жуковского, песнь V, стих 269—277. Пгр., 1902, стр. 70.

## Связь с богами
Все Плеяды, кроме Меропы, связываются родственными узами с богами: например, старшая из них, наиболее выделяемая, Майя, родила от Зевса Гермеса, и лишь Меропа единственная вышла замуж за смертного (потому в созвездии, стыдясь своего поступка, она светит слабее остальных). Соединившись со знатными героями и богами, Плеяды стали прародительницами многих героев и богов Древней Греции.

## Эпитеты
Местом происхождения Плеяд указывается гора Килини в Аркадии, в связи с чем ещё один их эпитет — «горные».
У поэта Симонида Плеяды имеют эпитет ἰοπλόκαμος — «с фиалковыми локонами», также у него встречается их эпитет Плеяды небесные.